# Ашису
Ашису́ (каз. Ащысу) — село у складі Бухар-Жирауського району Карагандинської області Казахстану. Входить до складу Шешенкаринського сільського округу.
Населення — 59 осіб (2021; 108 у 2009, 193 у 1999, 183 у 1989).
Національний склад станом на 1989 рік:
- казахи — 49 %;
- росіяни — 36 %.

Станом на 1989 рік село мало статус станційного селища і називалось Ащису.